# Ivona Software
Amazon Development Center Poland Sp. z o.o. (do listopada 2018 r. jako Ivona Software Sp. z o.o.) – przedsiębiorstwo informatyczne założone w 2001 r. w Gdyni przez Michała Kaszczuka i Łukasza Osowskiego. W styczniu 2013 roku przejęte przez Amazon.com.
Do 2014 roku siedziba firmy mieściła się na terenie Pomorskiego Parku Naukowo-Technologicznego w Gdyni, po czym została przeniesiona do kompleksu Olivia Business Centre w Gdańsku.
Do roku 2011 firma działała pod nazwą Ivo Software.
Głównym polem działalności firmy jest synteza mowy. Jest producentem syntezatorów mowy z rodziny Ivona, który w roku 2006, 2007 i 2009 został uznany za jeden z najlepszych na świecie w konkursie Blizzard Challenge.